# S-Town

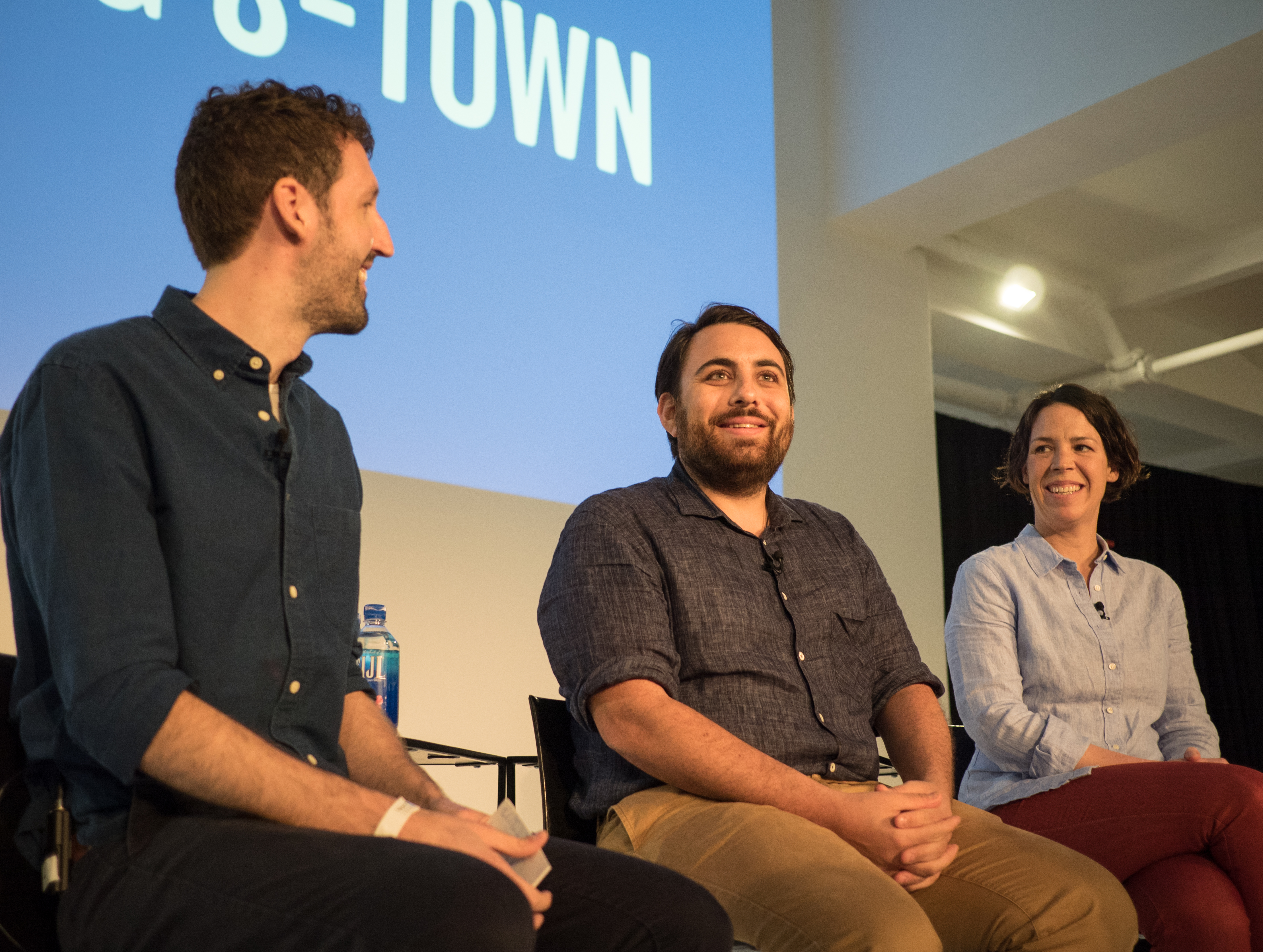
Revisiting S-Town

S-Town (sammandragning av Shit-Town) är en amerikansk podd i sju delar, som släpptes i sin helhet den 28 mars 2017. Den är en spinoff av radioprogrammet This American Life (1995–) och podden Serial (2014–). S-Town kretsar kring den excentriske urmakaren John B. McLemore, bosatt i närheten av orten Woodstock i den amerikanska sydstaten Alabama.

## Tema och handling
Inledningsvis beskrivs det hur McLemore kommer i kontakt med This American Life och journalisten Brian Reed när han 2014 tipsar radioprogrammet om ett mord han påstår har ägt rum i hemstaden Woodstock. Reed besöker McLemore och det står så småningom klart att McLemores påstående saknar egentlig grund. Dock fortsätter kontakten mellan Reed och McLemore, vars tillvaro och medmänniskor går över till att bli det huvudsakliga temat för serien. Mitt under pågående korrespondens begår McLemore självmord, men rapporteringen fortsätter och fokus hamnar på McLemores liv och arvstvisterna som följer på hans bortgång.